# Иствуд, Джейк
Джейк И́ствуд (англ. Jake Eastwood; род. 3 октября 1996, Шеффилд, Йоркшир и Хамбер) — английский футболист, вратарь клуба «Кембридж Юнайтед».

## Клубная карьера
Воспитанник клуба «Шеффилд Юнайтед». Также на правах аренды выступал за молодёжные команды «Шеффилд», «Гейнсборо Тринити» и «Микловер Спортс». В апреле 2017 года Иствуд подписал профессиональный контракт с «Шеффилд Юнайтед» и попал во взрослую команду в качестве второго вратаря. Дебютировал за «Шеффилд Юнайтед» 9 августа 2017 года в матче Кубка Английской футбольной лиги против «Уолсолл», который закончился со счётом 3:2 в пользу «Шеффилд Юнайтед».
В ноябре 2017 года Иствуд подписал новый трёхлетний контракт с «Шеффилд Юнайтед». После этого был отдан в годичную аренду в «Честерфилд». 5 июля 2019 года Иствуд снова ушёл в аренду, на этот раз в «Сканторп Юнайтед», с которым было заключено арендное соглашение до конца сезона 2019/2020. Однако, в январе 2020 года, в связи с травмами вратарей Саймона Мур и Майкла Веррипс, Иствуд был отозван с аренды и вернулся в «Шеффилд Юнайтед». 10 января 2020 года Иствуд был в заявке к матчу против «Вест Хэм Юнайтед» как второй вратарь.
30 июля 2020 года Иствуд перешёл в шестимесячную аренду в шотландский клуб «Килмарнок». Дебютировал в клубе 1 августа в матче против «Хиберниан». Однако, в этом матче Иствуд сыграл всего лишь один тайм, в котором получил травму и выбыл из строя на неопределённый срок.
1 февраля 2021 года Иствуд на правах аренды на оставшуюся часть сезона 2020/21 присоединился к клубу «Гримсби Таун» из Второй лиги. Иствуд временно занял место основного вратаря, заменив Джеймсом Маккиоуни, который выбыл из-за травмы.
7 сентября 2021 года Иствуд на 7 дней был отдан в аренду в клуб «Портсмут», чтобы сыграть в матче Трофея Английской футбольной лиги против «Уимблдона». Главный вратарь Гэвин Базуну уехал на сборы со сборной Ирландии, его дублер Алекс Басс был помещен на карантин из-за COVID-19, а «Помпи» проиграл игру со счётом 3:5.

## Достижения
«Шеффилд Юнайтед»
- Серебряный призёр Чемпионшипа: 2018/19